# Nanyang, Shaxian
Nanyang (kinesiska: 南阳) är en socken i sydöstra Kina. Den ligger i stadsdistriktet Shaxian i staden Sanming i provinsen Fujian, omkring 140 kilometer väster om provinshuvudstaden Fuzhou. Antalet invånare är 6 397. Befolkningen består av 2 946 kvinnor och 3 451 män. Barn under 15 år utgör 20,0 %, vuxna 15-64 år 64 %, och äldre över 65 år 14,0 %.